# Meelis Lindmaa
Meelis Lindmaa (* 14. Oktober 1970 in Tartu, Estnische SSR, Sowjetunion) ist ein ehemaliger estnischer Fußballspieler auf der Position eines Abwehr- und Mittelfeldspielers.
In der Nationalmannschaft Estland bestritt er von 1992 bis 1996 28 Länderspiele. Unter anderem nahm er mit der Auswahl von Saaremaa zwischen 2005 und 2009 an den Island Games sowie an diversen Freundschaftsspielen teil.